# Alpine Skiweltmeisterschaften 1934
Die 4. Alpinen Skiweltmeisterschaften fanden vom 15. bis 17. Februar 1934 in St. Moritz in der Schweiz statt. Österreichische Läufer waren nicht am Start, da der ÖSV wegen der Februarkämpfe keine Mannschaft entsandte. Zu ihrer Zeit wurden die Wettkämpfe als FIS-Meisterschaften oder einfach FIS-Rennen bezeichnet, erst ab 1937 trugen die Veranstaltungen offiziell den Titel Weltmeisterschaften.

## Männer

### Abfahrt
| Platz | Sportler         | Land                   | Zeit       |
| ----- | ---------------- | ---------------------- | ---------- |
| 1     | David Zogg       | Schweiz                | 4:27,2 min |
| 2     | Franz Pfnür      | Deutsches Reich        | 4:34,8 min |
| 3     | Ido Cattaneo     | Königreich Italien     | 4:52,6 min |
| 3     | Heinz von Allmen | Schweiz                | 4:52,6 min |
| 5     | Enrico Lacedelli | Königreich Italien     | 4:54,4 min |
| 6     | Arthur Schlatter | Schweiz                | 4:56,4 min |
| 7     | Karl Graf        | Schweiz                | 4:59,4 min |
| 8     | Beni Führer      | Schweiz                | 4:59,6 min |
| 9     | Roman Wörndle    | Deutsches Reich        | 4:59,8 min |
| 10    | Bill Clyde       | Vereinigtes Königreich | 5:00,4 min |

Datum: Donnerstag, 15. Februar 1934
Strecke: Piz Nair / Corviglia; Länge: 4450 m, Höhenunterschied: 931 m
Teilnehmer: 51 gestartet; 43 gewertet; Teilnehmer aus 16 Ländern.

### Slalom
| Platz | Sportler           | Land                   | Zeit       |
| ----- | ------------------ | ---------------------- | ---------- |
| 1     | Franz Pfnür        | Deutsches Reich        | 1:49,0 min |
| 2     | David Zogg         | Schweiz                | 1:50,7 min |
| 3     | Willi Steuri       | Schweiz                | 1:50,9 min |
| 4     | Robert Vetter      | Deutsches Reich        | 1:52,1 min |
| 5     | Christopher Hudson | Vereinigtes Königreich | 1:53,0 min |
| 6     | Heinz von Allmen   | Schweiz                | 1:53,2 min |
| 7     | Arthur Schlatter   | Schweiz                | 1:53,5 min |
| 8     | Beni Führer        | Schweiz                | 1:54,3 min |
| 9     | Peter Lunn         | Vereinigtes Königreich | 1:54,6 min |
| 10    | Anton Bader        | Deutsches Reich        | 1:54,7 min |

Datum: Samstag, 17. Februar 1934
Teilnehmer: 42 gestartet; 40 gewertet; Teilnehmer aus 14 Ländern.

### Alpine Kombination
| Platz | Sportler         | Land                   | Punkte |
| ----- | ---------------- | ---------------------- | ------ |
| 1     | David Zogg       | Schweiz                | 99,23  |
| 2     | Franz Pfnür      | Deutsches Reich        | 98,61  |
| 3     | Heinz von Allmen | Schweiz                | 93,80  |
| 4     | Arthur Schlatter | Schweiz                | 93,09  |
| 5     | Willi Steuri     | Schweiz                | 93,06  |
| 6     | Beni Führer      | Schweiz                | 92,27  |
| 7     | Bill Clyde       | Vereinigtes Königreich | 91,17  |
| 8     | Peter Lunn       | Vereinigtes Königreich | 91,99  |
| 9     | Robert Vetter    | Deutsches Reich        | 90,26  |
| 10    | Anton Bader      | Deutsches Reich        | 90,17  |

Datum: Donnerstag, 15. und Samstag, 17. Februar 1934
Teilnehmer: 51 gestartet; 40 gewertet; Teilnehmer aus 16 Ländern.

## Frauen

### Abfahrt
| Platz | Sportler           | Land                   | Zeit       |
| ----- | ------------------ | ---------------------- | ---------- |
| 1     | Anny Rüegg         | Schweiz                | 5:38,0 min |
| 2     | Christl Cranz      | Deutsches Reich        | 5:40,6 min |
| 3     | Lisa Resch         | Deutsches Reich        | 5:44,6 min |
| 4     | Audrey Sale-Barker | Vereinigtes Königreich | 6:17,0 min |
| 5     | Jeanette Kessler   | Vereinigtes Königreich | 6:17,8 min |
| 6     | Rösli Streiff      | Schweiz                | 6:30,4 min |
| 7     | Ruth Gründler      | Deutsches Reich        | 6:34,8 min |
| 8     | Lotte Baader       | Deutsches Reich        | 6:36,2 min |
| 9     | Ella Maillart      | Schweiz                | 6:42,6 min |
| 10    | Rösli Rominger     | Schweiz                | 6:43,1 min |

Datum: Donnerstag, 15. Februar 1934
Strecke: Piz Nair / Corviglia; Länge: 3000 m
Teilnehmer: 28 gestartet; 24 gewertet; Teilnehmerinnen aus 7 Ländern.

### Slalom
| Platz | Sportler           | Land                   | Zeit       |
| ----- | ------------------ | ---------------------- | ---------- |
| 1     | Christl Cranz      | Deutsches Reich        | 1:57,0 min |
| 2     | Lisa Resch         | Deutsches Reich        | 1:57,5 min |
| 3     | Rösli Rominger     | Schweiz                | 1:59,6 min |
| 4     | Ilse Adolph        | Deutsches Reich        | 2:00,3 min |
| 5     | Käthe Grasegger    | Deutsches Reich        | 2:01,9 min |
| 5     | Paula Wiesinger    | Königreich Italien     | 2:01,9 min |
| 7     | Audrey Sale-Barker | Vereinigtes Königreich | 2:02,1 min |
| 8     | Rösli Streiff      | Schweiz                | 2:03,5 min |
| 9     | Jeanette Kessler   | Vereinigtes Königreich | 2:05,5 min |
| 10    | Dorothy Crewdson   | Vereinigtes Königreich | 2:05,8 min |

Datum: Freitag, 16. Februar 1934
Kurssetzer: Arnold Lunn (Großbritannien), Ernst Gertsch, Walter Amstutz (beide Schweiz)
Teilnehmer: 24 gestartet; 24 gewertet; Teilnehmerinnen aus 6 Ländern.

### Kombination
| Platz | Sportler           | Land                   | Punkte |
| ----- | ------------------ | ---------------------- | ------ |
| 1     | Christl Cranz      | Deutsches Reich        | 99,62  |
| 2     | Lisa Resch         | Deutsches Reich        | 98,83  |
| 3     | Anny Rüegg         | Schweiz                | 92,82  |
| 4     | Audrey Sale-Barker | Vereinigtes Königreich | 92,73  |
| 5     | Jeanette Kessler   | Vereinigtes Königreich | 91,34  |
| 6     | Rösli Rominger     | Schweiz                | 90,81  |
| 7     | Rösli Streiff      | Schweiz                | 90,66  |
| 8     | Käthe Grasegger    | Deutsches Reich        | 89,86  |
| 9     | Ruth Gründler      | Deutsches Reich        | 88,36  |
| 10    | Ella Maillart      | Schweiz                | 88,33  |

Datum: Donnerstag, 15. und Freitag, 16. Februar 1934
Teilnehmer: 28 gestartet; 22 gewertet; Teilnehmerinnen aus 7 Ländern.

## Medaillenspiegel
| Platz | Land               | Gold | Silber | Bronze | Gesamt |
| ----- | ------------------ | ---- | ------ | ------ | ------ |
| 1     | Deutsches Reich    | 3    | 5      | 1      | 9      |
| 2     | Schweiz            | 3    | 1      | 5      | 9      |
| 3     | Königreich Italien | –    | –      | 1      | 1      |